# Who Is Fancy
Who Is Fancy, pseudonimo di Jake Hagood (Bentonville, 29 marzo 1991), è un cantante statunitense.
Pubblica il suo primo singolo, Goodbye, con il quale ottiene una buona influenza sul mondo del pop.
Pubblica successivamente il singolo Boys like You, featuring  Ariana Grande  e Meghan Trainor, con il quale ottiene un disco d'oro in Nuova Zelanda e 13 milioni di visualizzazioni sul proprio canale Vevo, battendo il record del video precedente, Goodbye.

## Discografia
dal 2015 al 2016 accreditato come "Who Is Fancy" dal 2020 "Fancy Hagood"

### Album in studio
- 2021 – Southern Curiosity

### Singoli
- 2015 – Goodbye
- 2015 – Boys like You (con Meghan Trainor e Ariana Grande)
- 2016 – Seven Minutes In Heaven
- 2020 – Don't Blink
- 2020 – Another Lover Says (con Audra Mae)
- 2020 – The Same Thing
- 2020 – Forest
- 2021 – Mr. Atlanta
- 2021 – Good Man
- 2021 – Southern Curiosity
- 2021 – Let Me Be (con Devon Gilfillian)
- 2022 – Bored
- 2022 – Where Did All The Cowboys Go (reimagined) (con Abby Anderson)
- 2022 – Blue Dream Baby (con Kacey Musgraves)
- 2023 – Southern Sound